# Leasys
Leasys S.p.A., joint venture paritetica tra Stellantis e Crédit Agricole Consumer Finance, con sede in Italia e subholding Leasys Italia S,p,A, e Leasys France S.A.S., offre soluzioni di mobilità pensate per privati, professionisti e imprese di tutte le dimensioni, dal noleggio a medio-lungo termine ai sistemi di gestione delle flotte aziendali.
Con una flotta gestita di 800.000 veicoli, Leasys è attualmente uno dei principali attori del noleggio in Europa ed è operativa in 11 paesi: Italia, Austria, Spagna, Francia, Regno Unito, Germania, Belgio, Lussemburgo, Olanda, Polonia e Portogallo.

## Storia
Leasys, il cui nome è la crasi di tre parole: leasing easy system, nacque nel settembre 2001 da una joint venture tra Fiat ed Enel (per mezzo di Società Elettroimmobiliare, la società di gestione del patrimonio della società elettrica, al 49%) iniziando a operare nel mercato del noleggio a lungo termine di veicoli aziendali. Nel 2005 fu acquisita Fiat, che ne divenne unico proprietario.
Nel 2006 insieme a Savarent, società del Gruppo Fiat che operava dal 1995 nel settore del noleggio a lungo termine, entrò nella joint venture tra Fiat e Crédit Agricole.
Nel 2010 Savarent e Leasys si fusero in un'unica società che, a partire dal 2011, si presentò sul mercato con un unico marchio commerciale: Leasys.
Dal 2016 Leasys è controllata al 100% da FCA Bank S.p.A., joint venture paritetica tra FCA Italy S.p.A. (interamente controllata da FCA) e Crédit Agricole Consumer Finance (controllata da Crédit Agricole S.A).
Nel 2017 Leasys avviò la sua espansione nel mercato europeo, aprendo sedi nei principali paesi: Francia, Spagna, Regno Unito, Belgio, Olanda, Polonia, Germania, Portogallo, Danimarca e Austria.
Dal 2018, attraverso l’acquisizione di Winrent, Società di Rent a Car, con più di 80 punti di noleggio auto in Italia e una flotta di oltre 4.000 veicoli, entrò nel settore del noleggio a breve termine.
Nel 2021 Leasys è diventata un marchio Stellantis.
Nell'ottobre 2022 Leasys ha ceduto il ramo aziendale per le attività di breve termine e car sharing a Crédite Agricole con il nuovo marchio Drivalia.
Nel 2023 Leasys e Free2Move Lease hanno consolidato le proprie attività dando vita ad un nuovo operatore della mobilità in Europa

## Presenza internazionale
Leasys opera in Italia Francia Spagna, Francia, Regno Unito, Germania, Polonia, Belgio, Lussemburgo, Paesi Bassi, Portogallo e Austria. Con una flotta gestita di 800.000 unità in tutta Europa la società si presenta come market leader del noleggio a lungo termine in Italia e uno dei principali operatori di mobilità in Europa.

## Servizi
- Noleggio a lungo termine
- Noleggio a medio termine
- Flotte aziendali (Fleet management)
- Mobilità elettrica
- Vendita dell'Usato

## Struttura societaria
Leasys è una joint venture paritetica tra Stellantis e Crédit Agricole Consumer Finance (controllata da Crédit Agricole S.A).